# Ferdinand Bauer
Ferdinand Lucas (ou Lukas) Bauer, né le 20 janvier 1760 à Feldsberg en Moravie et mort le 17 mars 1826 à Vienne, est un illustrateur botaniste autrichien. Il a voyagé avec l'expédition de Matthew Flinders en Australie et documenté la flore et la faune locales. Son abréviation d'auteur est « F.L.Bauer ».

## Biographie
Ferdinand Lucas Bauer est le fils de Lucas Bauer, peintre de la cour auprès du prince de Liechtenstein. Ses deux frères sont le peintre Josef Anton Bauer (1756-1831), et Franz Bauer (1758-1840). Au décès de Lucas Bauer, Ferdinand était âgé de trois ans. Il reçut ses premières leçon de dessin du prieur du monastère local, le P. Norbert Boccius (1729-1806). À l'âge de 15 ans, Ferdinand avec son frère Franz, créent une série de miniatures botaniques. Les frères étudient ensuite à l'université de Vienne auprès du botaniste et graphiste Nikolaus Joseph von Jacquin. Ils y apprennent la microscopie.
Ferdinand Bauer parcourt la Méditerranée orientale en 1786 et 1787 en compagnie du professeur John Sibthorp de l'université d'Oxford. Il y dessine et colorie un millier de croquis de plantes, de 363 spécimens d'animaux, et de 131 paysages qui constituent en 1806 le fond d'une Flora Graeca en dix volumes, somptueusement illustrée. Bauer réside à Oxford, lorsque cet ouvrage est publié. En 1801, il part sur la recommandation de Joseph Banks en voyage d'étude en Australie en tant que dessinateur du capitaine Flinders. C'est l'un des six scientifiques mandatés par Joseph Banks pour cette expédition. En juillet 1802, il a dessiné 700 dessins de plantes et d'animaux australiens, un an plus tard s'y ajoutent encore 600 nouvelles illustrations. Il documente également les plantes de Norfolk Island, qui est alors une colonie pénitentiaire, au large de l'océan Pacifique.
En 1813, Bauer entame la réalisation de son Illustrationes Florae Novae Hollandiae, mais celle-ci ne rencontre malheureusement aucun succès financier. Il est de retour en Autriche en 1814. Il y poursuit ses travaux de langue anglaise, dans sa résidence d'Hietzing, jusqu'à sa mort en 1826.
Un cap de la côte australienne a été baptisé du nom de Cape Bauer par le capitaine Flinders.